# أكبرجون إسماتوليف
أكبرجون إسماتوليف (10 يناير 1991 بطشقند في أوزبكستان - ) هو لاعب كرة قدم أوزبكستاني في مركز الدفاع. شارك مع منتخب أوزبكستان لكرة القدم. أما مع النوادي، فقد لعب مع نادي باختاكور طشقند.

## وصلات خارجية
- أكبرجون إسماتوليف على موقع قاعدة بيانات كرة القدم.إي يو (الإنجليزية)
- أكبرجون إسماتوليف على موقع ناشيونال فوتبول تيمز (الإنجليزية)
- أكبرجون إسماتوليف على موقع Soccerway.com (الإنجليزية)
- أكبرجون إسماتوليف على موقع عالم كرة القدم.نت (الإنجليزية)